# Île d'Illorsuit
 (décembre 2024).
Si vous disposez d'ouvrages ou d'articles de référence ou si vous connaissez des sites web de qualité traitant du thème abordé ici, merci de compléter l'article en donnant les références utiles à sa vérifiabilité et en les liant à la section « Notes et références ».
Île Illorsuit ( Groenlandais: Illorsuiop qeqertaat , Danois: Ubekendt Ejland) est une île de la municipalité d'Avannaata, au nord-ouest du Groenland.

## Géographie

Localisation de l'île d'Illorsuit

L'île est en forme de poire et avec ses 403 km2 (155,6 mi2),  c'est la deuxième plus grande île du système du fjord Uummannaq, située à l'est de son embouchure, entre la péninsule de Sigguup Nunaa au nord et la péninsule de Nuussuaq au sud. 

## Colonie
L'ancienne colonie d'Illorsuit était l'unique colonie de l'île, située sur sa côte nord-est. La colonie a été abandonnée en 2018 à la suite d'un violent tsunami en juin 2017.